# Rabbúlův evangeliář

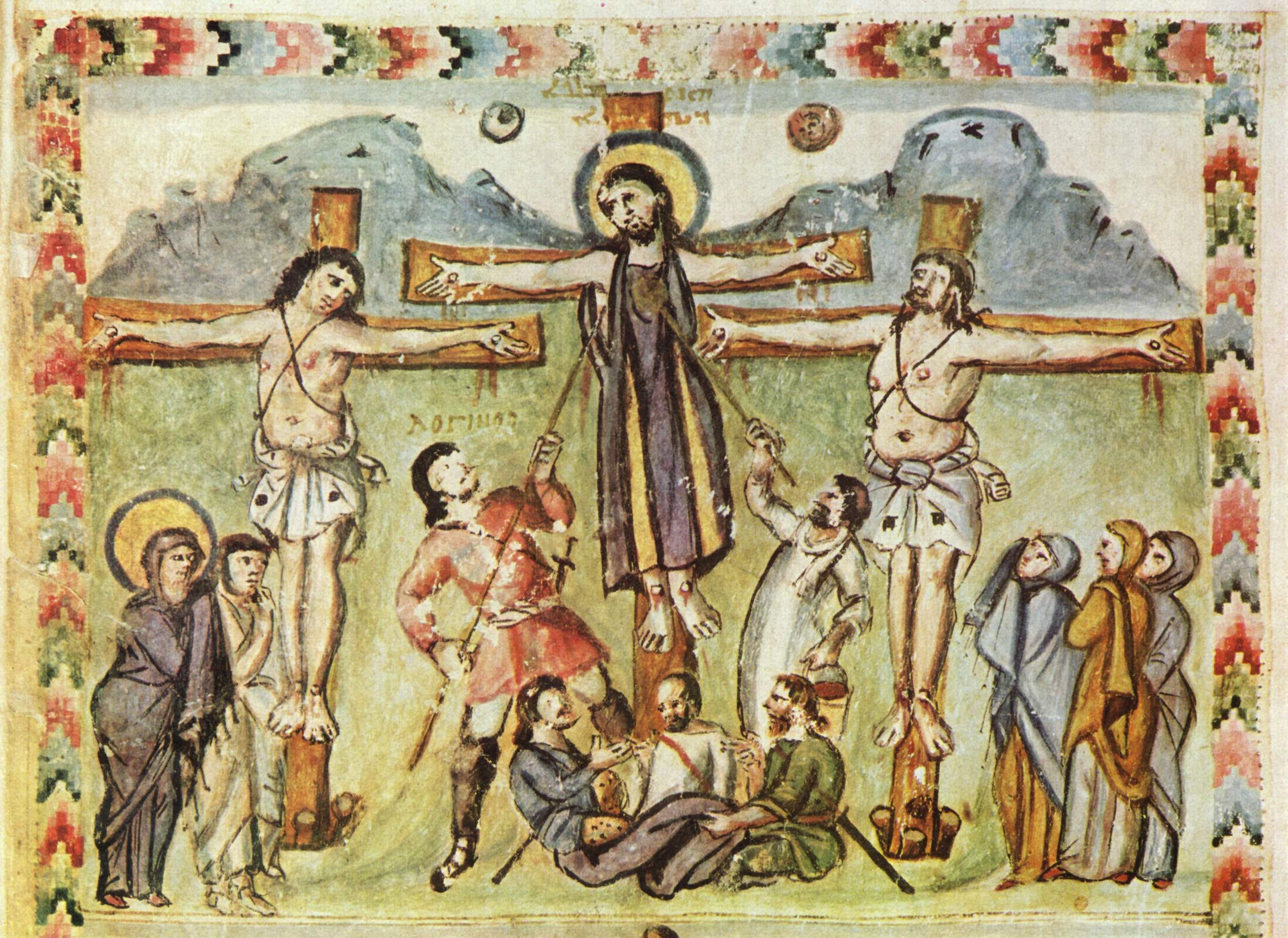
Vyobrazení Ukřižování z Rabbúlova evangeliáře

Rabbúlův evangeliář (též Rabbúlův kodex) je unikátní iluminovaný syrský rukopis ze 6. století, dnes uchovávaný ve Florencii. 

## Vznik a charakteristika manuskriptu
Evangeliář byl sepsán roku 586 v Klášteře sv. Jana ze Zagby (dřívější názor, že se klášter nacházel v severní Mezopotámii, je dnes již překonán, pravděpodobná lokalizace je mezi Antiochií /dnes turecká Antakya/ a Apameou /zříceniny města se nyní nacházejí v Sýrii, asi 50 km od města Hamá/). Je nazván podle svého písaře Rabbuly (ܪܒܘܠܐ, Rabbulā).
Manuskript dnes sestává z fólií 34 x 27, jeho originální velikost však neznáme, a to proto, že během staletí několikrát měnil vazbu a byl tak pro ni upravován. Text je psán černým a tmavě hnědým inkoustem ve dvou sloupcích s různým počtem řádků. Tak jak je obvyklé u starověkých a středověkých rukopisů, obsahuje rovněž poznámky, ty jsou vepsány červeným inkoustem na polích knihy. Kniha obsahuje syrský překlad Bible, tzv. Pešittu.

## Iluminace
Kromě hlavních iluminací je celý rukpis ozdoben rostlinnými a architektonickými motivy. Pořadí evangelijní četby (kánony) mají podobu tabulek s arkádami, na nichž jsou zobrazování květiny a ptáci.